# Abra exigua
Abra exigua is een tweekleppigensoort uit de familie van de Semelidae. De wetenschappelijke naam van de soort werd in 1862 gepubliceerd door H. Adams.